# Parasterope zamboangae
Parasterope zamboangae is een mosselkreeftjessoort uit de familie van de Cylindroleberididae. De wetenschappelijke naam van de soort is voor het eerst geldig gepubliceerd in 1970 door Kornicker.